# Route 755 (Nouveau-Brunswick)
Pour les articles homonymes, voir Route 755.
La route 755 est une route locale du Nouveau-Brunswick située dans le sud-ouest de la province, au nord-nord-est de Saint-Stephen. Elle traverse une région essentiellement boisée. De plus, elle mesure 22 kilomètres, et est pavée sur toute sa longueur.

## Tracé
La 755 débute à Oak Bay, sur la route 170, tout près de la baie Oak. Elle commence par se diriger vers le nord en passant au-dessus de la route 1, puis elle continue sa route vers le nord en traversant notamment Lower Tower Hill et Honeydale, où elle croise la route 750. 7 kilomètres au nord-ouest, à Andersonville (en), elle se termine sur la route 3. 

## Intersections principales
| route 755          |                    |    |                                                        |                          |
| Comté              | Location           | km | Intersection/Destinations                              | Notes                    |
| Comté de Charlotte | Oak Bay            | 0  | R-170, Saint-Stephen, Waweig                           | extrémité sud de la 755  |
| Comté de Charlotte | Honeydale          | 15 | R-750 sud, Moores Mills                                |                          |
| Comté de Charlotte | Andersonville (en) | 22 | R-3, vers R-630, Saint-Stephen, Fredericton, Woodstock | extrémité nord de la 755 |